# 七里賴周
七里頼周（1517年—1576年），是安土桃山時代與日本戰國時代時期的武將。他曾於石山本願寺當僧官、階級為三河守。七里頼周身在加賀時為本願寺顯如的代官，致力建立織田信長包圍網，並有意與周邊勢力和解。

## 生平
七里賴周生於永正14年，卒於天正4年。他起初為本願寺的青侍，即下級武士。其後顯如任命他為僧官，即金澤御坊的坊官，負責指示加賀一向一揆行動。另一方面，加賀一向宗徒當時不滿七里頼周。在織田信長發動石山合戰時，七里頼周受顯如命令指示一向一揆參與戰爭，自此一揆眾稱呼他為「加州大將」。在天正2年（1574年），越前國的桂田長俊（前稱前波吉繼）推行暴政，致使國內民眾的不滿情緒到達頂峰。其敵對的富田長繁遊說土一揆起事，並且自任將軍，領導民眾向一乘谷進攻，消滅桂田長俊。當桂田氏被殺後，富田長繁更進一步殺害沒有敵意的魚住景固，結果反被一揆眾殺死。一揆眾當中相當多的信徒繼而推舉七里頼周成為領導者，亦因此使到土一揆變成一向一揆。七里頼周於是跟他們一起先後消滅富田長繁的執政黨、再到朝倉景鏡、平泉寺以及一干敵對勢力。之後越前一國被石山本願寺派過來的下間賴照所管治，七里賴周加入其指揮部隊之中。
1574年2月中旬，有一向一揆門徒獻出黑坂氏一族的首級，惹來七里賴周震怒；他接著以「沒有自己命令而隨意殺害武士是違反軍紀」的罪名對一揆眾處刑。掌權的七里賴周恃勢凌人，雖然減少執行上述所說粗暴無道的處刑行為，他不但不受到一向一揆歡迎，還遭到他們向另一本願寺僧官下間賴廉送寄彈劾狀彈劾。織田信長得悉越前一揆眾與加賀門徒分裂，便於天正3年（1575年）8月派遣大軍前來越前。兩眾在得不到聲望的下間賴照與七里賴周統率下迎來大敗。最終前者在逃亡時被殺，後者則能成功逃至加賀。
及至天正4年（1576年），七里賴周被迫把加賀司令一職交給下間賴純之餘，也攻擊萌生叛意、身為加賀松任城（一揆據點）城主的鏑木賴信。上杉謙信經調解後赦免鏑木賴信。七里賴周隨後在上杉謙信的指揮下鎮守御幸塚城，但與織田軍交戰時落敗，於撤退過程中被殺。